# Syzygium propinquum
Syzygium propinquum är en myrtenväxtart som först beskrevs av André Guillaumin, och fick sitt nu gällande namn av J.W.Dawson. Syzygium propinquum ingår i släktet Syzygium och familjen myrtenväxter. Inga underarter finns listade i Catalogue of Life.